# Anschlag von Bali 2002

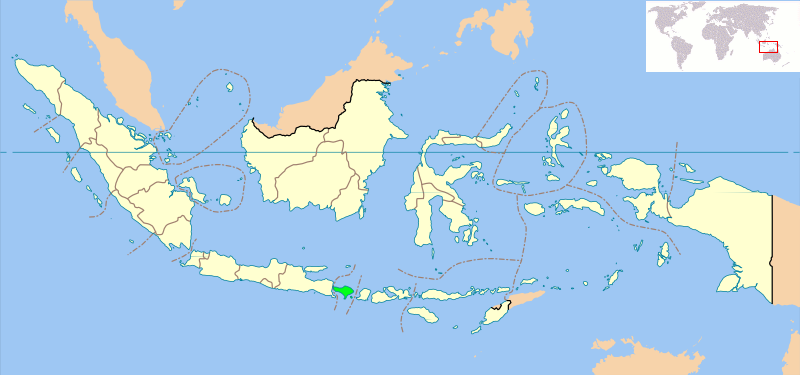
Lage von Bali

Beim Anschlag von Bali im Jahr 2002 wurden am 12. Oktober in der Stadt Kuta auf der indonesischen Insel Bali 202 Menschen getötet und über 209 zum Teil schwer verletzt. Der islamistisch motivierte Bombenanschlag war der bisher folgenschwerste Akt von Terrorismus in der Geschichte Indonesiens. Die Opfer waren mehrheitlich ausländische Touristen, hauptsächlich Australier. Sechs Deutsche und drei Schweizer Staatsangehörige, aber auch 38 Indonesier fanden sich unter den Toten.
Der Anschlag rief weltweit Bestürzung und Empörung hervor und hatte erhebliche Folgen für den Tourismus auf der beliebten Ferieninsel. Hatten zuvor rund 5.000 Touristen Bali täglich besucht, sank diese Zahl nach dem Terroranschlag um bis zu 80 Prozent.
Drei Indonesier wurden für ihre Beteiligung an der Tat zum Tode verurteilt und später hingerichtet. Im Oktober 2002 stand Abu Bakar Bashir, der mutmaßliche Gründer und spirituelle Führer der Terrororganisation Jemaah Islamiyah, vor Gericht, wurde aber erst im März 2005 für schuldig befunden, an dem Anschlag beteiligt gewesen zu sein.

## Hintergrund und Hergang
Das hinduistisch geprägte Bali ist wegen seiner geografischen Nähe vor allem bei australischen Touristen beliebt. Surfer vieler Länder schätzen die südliche Küste der Insel zum Indischen Ozean für gute Wellen.
Als Ziel des Anschlages wurden australische Touristen vermutet, die von muslimischen Extremisten stellvertretend für ihr Herkunftsland als Statthalter der USA angesehen wurden. Australien beteiligte sich am Krieg gegen den Terror.

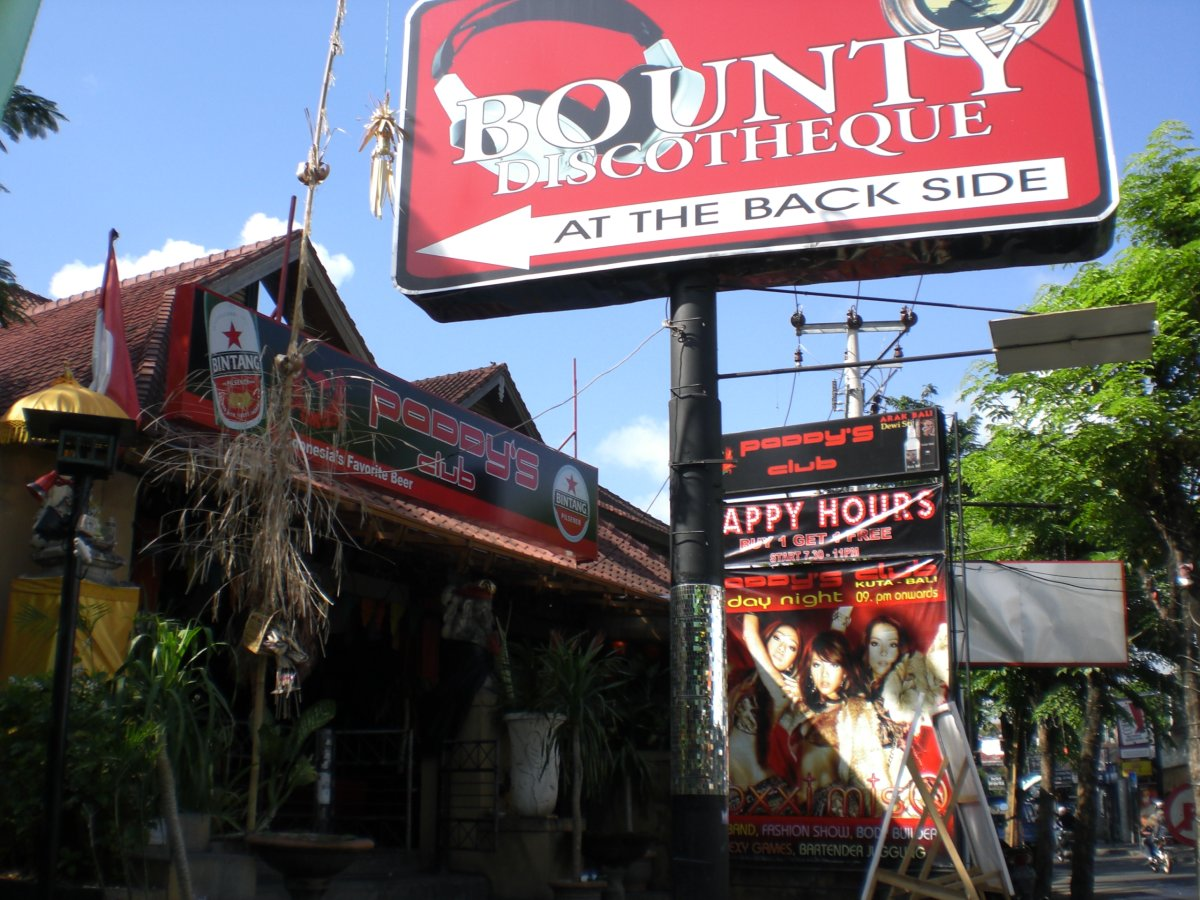
Paddy’s, Jl. Legian

Am Samstag, dem 12. Oktober gegen 23:05 Uhr Ortszeit (15:05 UTC) explodierte in Paddy’s Bar eine elektronisch gezündete Bombe, vermutlich in einem Rucksack versteckt. Die Bombe war klein und wirkungsvoll und tötete den Rucksackträger, einen mutmaßlichen Selbstmordattentäter. Die Verletzten flohen aus dem Lokal auf die Straße. Etwa zehn bis fünfzehn Sekunden später fand eine zweite Explosion vor dem Sari Club statt, die durch eine fast 1 t schwere in einem weißen Mitsubishi Van versteckte und mit einer Fernbedienung gezündete Autobombe ausgelöst wurde.
Fast gleichzeitig explodierte eine Bombe vor dem Konsulat der USA in der Inselhauptstadt Denpasar, die aber nur Sachschaden anrichtete. In Kuta bot sich ein Bild der Zerstörung, Verletzte und Tote lagen auf der Straße, Menschen liefen in Panik und Verzweiflung umher. Die Bombe zerstörte Fenster in der ganzen Stadt und hinterließ einen fast anderthalb Meter tiefen Krater im Boden. Das örtliche Krankenhaus war nicht in der Lage, die vielen Verletzten, die meisten mit Brandwunden, zu behandeln. Viele Schwerverletzte flog die australische Luftwaffe nach Darwin und in andere australische Städte aus.

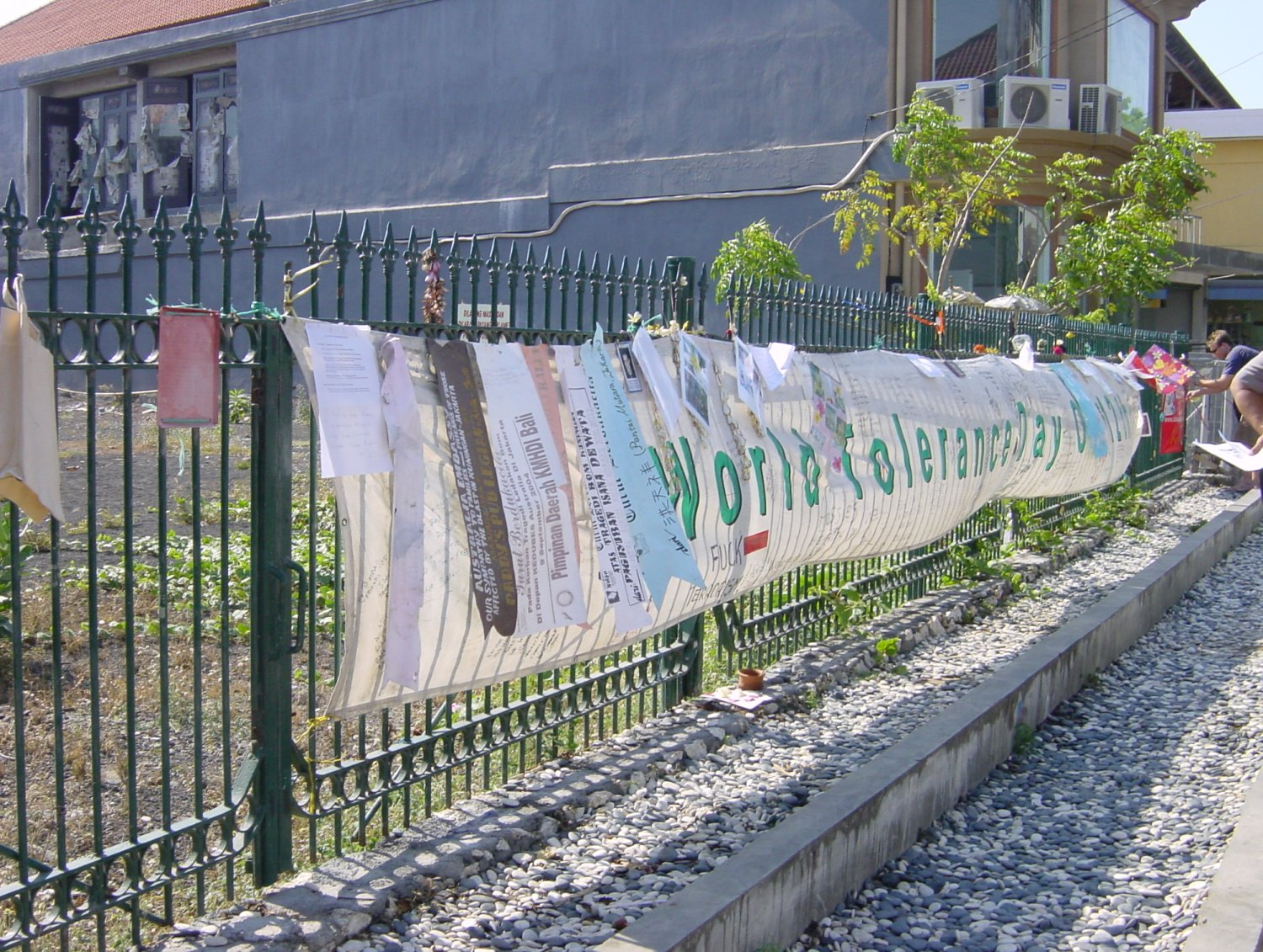
Beileidsbezeugungen am Denkmal zum Anschlag

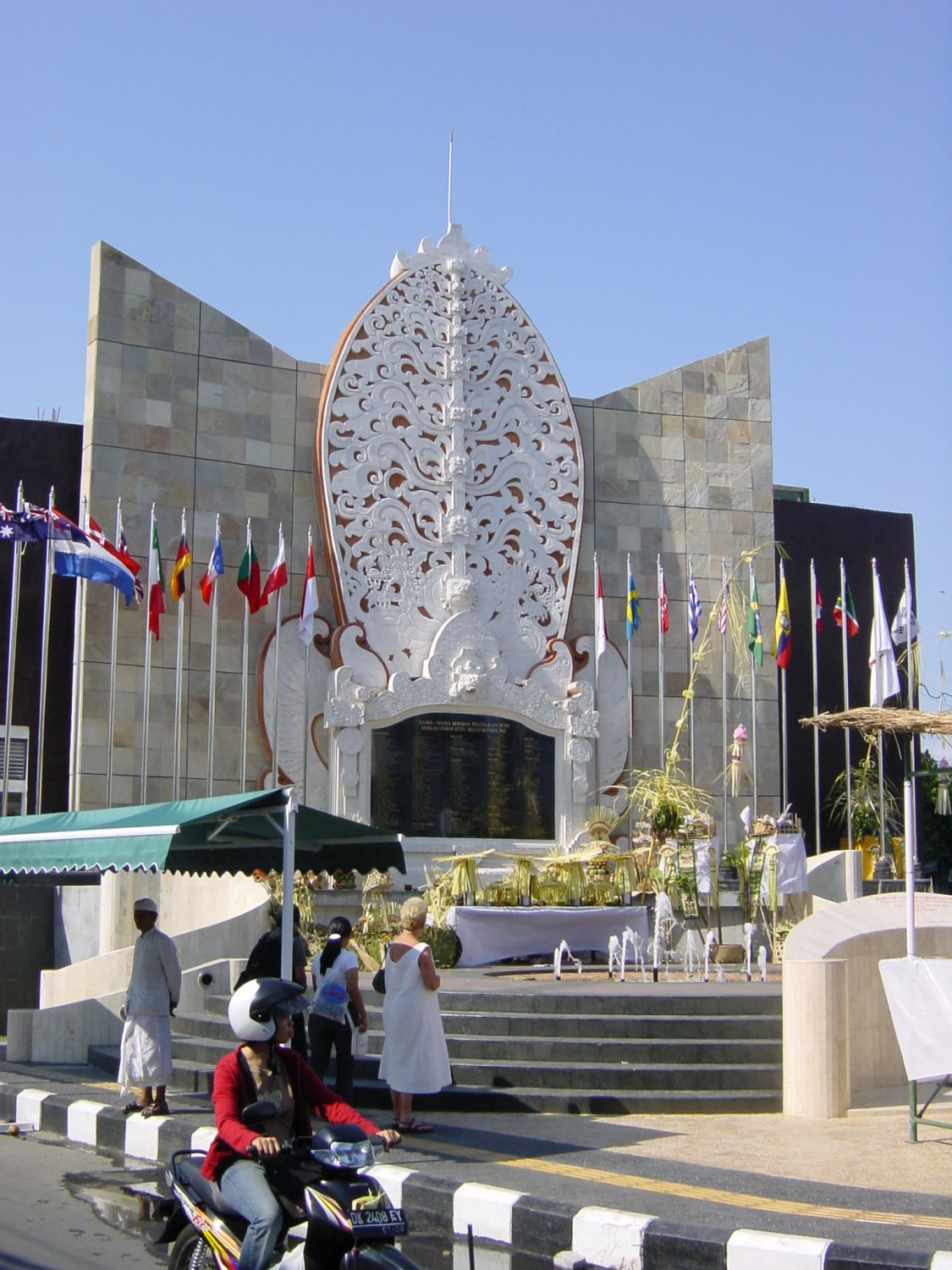
Denkmal des Anschlags

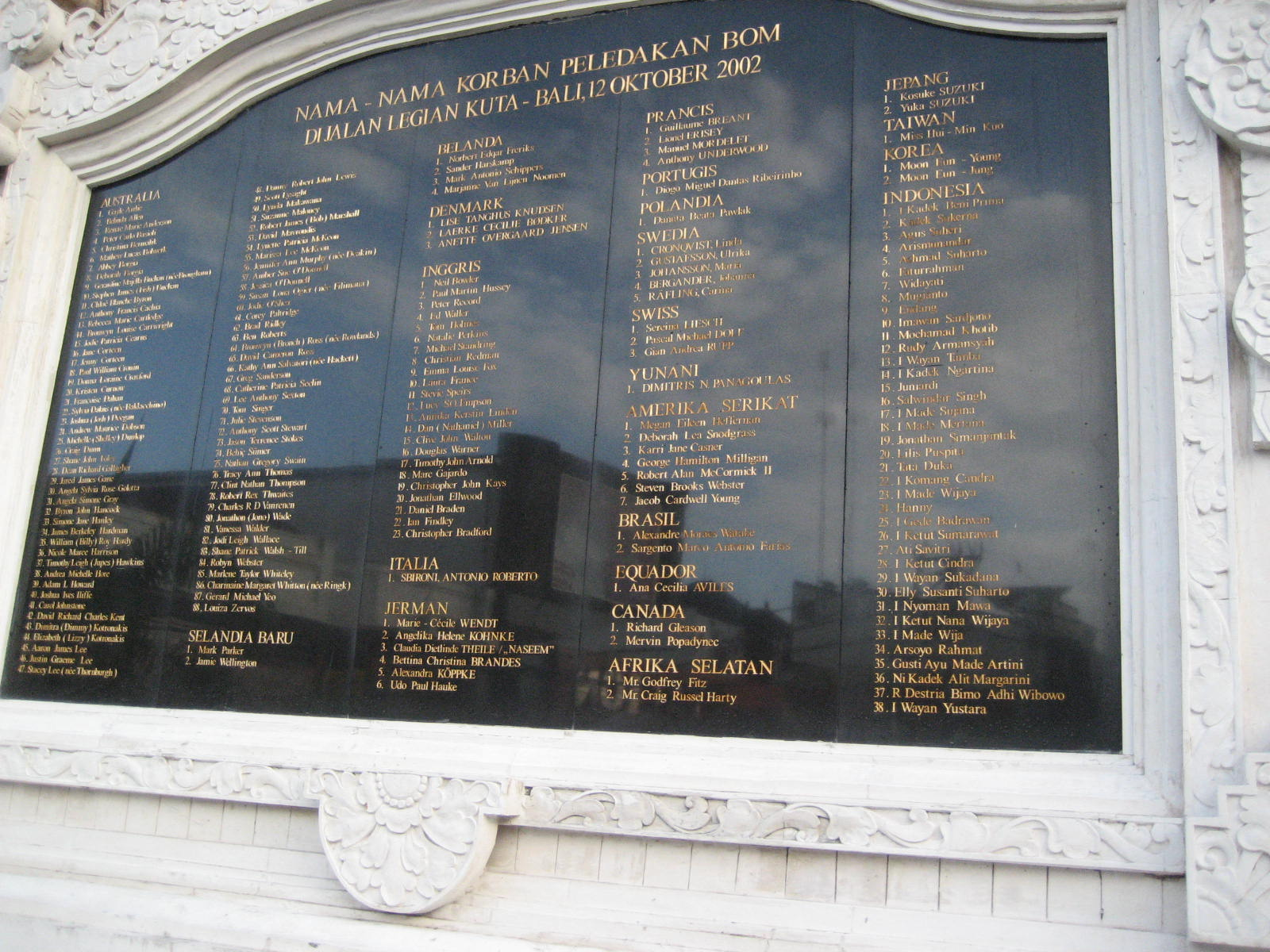
Gedenktafel am Denkmal

Die endgültige Anzahl der Opfer lag bei 202, mehrheitlich Besucher der beiden Bars. Mehrere hundert Menschen erlitten Verbrennungen und andere Verletzungen. Die größte Gruppe der Opfer mit 88 Personen waren australische Urlauber. Außerdem starben 38 indonesische, 26 britische, 7 amerikanische, 6 deutsche, 5 schwedische, 4 niederländische, 4 französische, 3 schweizerische, 3 dänische und Staatsangehörige anderer westlicher Nationen. Drei Leichen blieben unidentifiziert und wurden im September eingeäschert. Das „Bali bombing“ wird manchmal als „Australiens 11. September“ gesehen, wegen der hohen Anzahl australischer Todesopfer und Verletzter.

## Ermittlungen und Verdächtige
Sofort nach dem Anschlag wurde die islamistische Organisation Jemaah Islamiyah (JI) für die Tat verantwortlich gemacht, der Verbindungen zum Terrornetzwerk Al-Qaida nachgesagt wurden. Die Ermittler vermuteten C4-Plastiksprengstoff als Bombenmaterial, bestätigten aber am 21. Oktober, dass es sich um eine Mischung handelte, die hauptsächlich aus einfach zu beschaffendem Ammoniumnitrat bestand.
Abu Bakar Bashir, ein islamischer Geistlicher und vermutlicher Führer von Jemaah Islamiyah, stritt aber am 12. Oktober auf einer Pressekonferenz jegliche Beteiligung ab. In einigen Aussagen wies er die Schuld am Bau der Bombe den USA zu und behauptete, es wäre für Indonesier nicht möglich, eine solch ausgefeilte Bombe zu bauen.
Aris Munandar (oder Sheik Aris), ein Mitglied von JI mit Verbindungen zu Bashir, soll den Hauptverdächtigen Amrozi bin Nurhasyim bei der Beschaffung des Sprengstoffes und dem Bau der Bomben unterstützt haben. Philippinische Geheimdienste vermuten in ihm den Verbindungsmann zu Mohammad Abdullah Sughayer, einem saudi-arabischen Staatsangehörigen, der verdächtigt wird, die im Süden der Philippinen operierende islamistische Terrorgruppe Abu Sajaf zu finanzieren.
Finanzier des Attentats soll der deutsche Staatsbürger ägyptischer Abstammung Reda Seyam sein. Er wurde nach dem Attentat von der CIA in Indonesien befragt, daraufhin aber vom BKA nach Deutschland überführt, um eine Verbringung in ein Geheimgefängnis zu verhindern.
Die indonesischen Behörden verhafteten im Zuge der Ermittlungen mehrere mutmaßliche Tatbeteiligte, vermuteten aber noch einige in Freiheit. Nach dem Anschlag auf das Marriott-Hotel am 5. August 2003 in der Hauptstadt Jakarta wurden weitere Verdächtige festgenommen, denen eine Beteiligung am Anschlag angelastet wird.
Im März 2010 wurde einer der mutmaßlichen Drahtzieher, der Indonesier Dulmatin, nahe Jakarta bei einer Schießerei mit Sicherheitskräften getötet.
Am 25. Januar 2011 nahmen die pakistanischen Behörden Umar Patek, einen mutmaßlichen Mitorganisator, in Abbottabad fest. Am 11. August wurde er an Indonesien ausgeliefert.
Nach 18 Jahren wurde am 10. Dezember 2020 Aris Sumarsono auf Sumatra festgenommen.

## Verurteilungen
Im April 2003 musste sich Abu Bakar Bashir wegen Hochverrats vor einem Gericht verantworten. Es wurde ihm vorgeworfen, er versuche die Regierung zu stürzen und einen islamistischen Staat zu errichten. Die Anklage gegen ihn basierte hauptsächlich auf der Beteiligung an einer Serie von Anschlägen auf Kirchen im Lande während der Weihnachtszeit 2002 und auf versuchten Anschlägen auf westliche Einrichtungen in Singapur. Anfänglich stand er nicht wegen des Anschlags auf Bali vor Gericht, obwohl er als Anstifter der Tat galt. Am 2. September wurde Bashir, der ankündigte, Berufung gegen das Urteil einzulegen, vom Vorwurf des Hochverrats freigesprochen, aber wegen anderer Straftaten zu vier Jahren Gefängnis verurteilt.
Nur Tage später, am 5. August, explodierte eine Autobombe vor dem J. W. Marriott Hotel in Jakarta, tötete 12 Menschen und verletzte 149 Menschen. In der Folge wurde Abu Bakar Bashir am 15. Oktober 2004 erneut verhaftet. Diesmal wurde er auch wegen der Beteiligung am Bombenanschlag am 12. Oktober 2002 auf Bali angeklagt und deswegen zu zweieinhalb Jahren Gefängnis verurteilt.
Am 30. April 2003 eröffnete ein Gericht die Verhandlung gegen Amrozi bin Nurhasyim. Er wurde beschuldigt, den Sprengstoff und den Kleintransporter beschafft zu haben. Das Gericht verurteilte Amrozi am 8. August zum Tode. Ohne Reue und mit Fröhlichkeit nahm er das Urteil entgegen. Die Todesstrafe erhielten ebenfalls sein älterer Bruder Ali Ghufron (auch Mukhlas) am 1. Oktober sowie der 33-jährige Computerexperte Imam Samudra am 10. September. Amrozis jüngerer Bruder Ali Imron, ein Lehrer, der Reue gezeigt hatte, wurde am 18. September für seine Beteiligung zu einer lebenslangen Haftstrafe verurteilt.
Die Verurteilten gaben an, unabhängig gehandelt zu haben, wurden jedoch der radikal-islamistischen Organisation Jemaah Islamiyah zugeordnet. Amerikanische Terrorexperten unterstellen dieser Organisation eine Zusammenarbeit mit dem Al-Qaida-Netzwerk und dass die autonom arbeitende Gruppe auch in den Nachbarstaaten terroristisch aktiv sein soll.
Der vermutliche Bombenbauer, der Malaysier Azahari bin Husin, starb im November 2005, als er sich in einem Haus auf der Insel Java selbst in die Luft sprengte, nachdem die Polizei sein Haus umstellt hatte. Amrozi, Ghufron und Samudra wurden am 9. November 2008 auf der Gefängnisinsel Nusakambangan hingerichtet.
Im Juni 2012 wurde Umar Patek wegen Beihilfe zu den Anschlägen von Bali von einem Distriktgericht in Jakarta zu einer Haftstrafe von 20 Jahren verurteilt. Ebenfalls verurteilt wurde er wegen Beihilfe an Bombenanschlägen auf Kirchen in Jakarta an Weihnachten 2000, bei denen 19 Menschen ums Leben gekommen waren. Das Gericht sah es nach einem strafmildernden Geständnis als erwiesen an, dass Patek die Bomben für die Anschläge zusammengebaut hatte.

## Weitere Anschläge in Indonesien
- Anschlag auf das Marriott Hotel in Jakarta
- Terroranschlag auf die australische Botschaft in Jakarta
- Anschlag von Bali 2005
- Anschläge in Jakarta am 14. Januar 2016

## Mediale Rezeption
Eine Folge der Fernsehserie Sekunden vor dem Unglück widmete sich der Katastrophe.